# Heróis Três
Heróis III é o terceiro álbum de estúdio da banda brasileira de rock Heróis da Resistência, lançado em 1990 pela WEA Discos. Com produção da própria banda junto com Ricardo Garcia, tem Leoni no baixo e vocal, Alfredo Dias Gomes na bateria, Jorge Shy na guitarra e Lulu Martin no piano e teclado.

## Faixas
1. Greenpiece -  0"32' (Jorge Shy)
2. Diga não -  3"47' (Leoni)
3. Um herói que mata -  3"40' (Leoni)
4. Canção da despedida -  4"15' (Leoni)
5. O que eu sempre quis -  3"21' (Leoni)
6. Rio -  3"22' (Leoni)
7. Nova onda, nova droga -  3"05' (Leoni)
8. Senhor do mundo -  2"58' (Leoni)
9. Sinal dos tempos -  4"24' (Leoni)
10. Sexos e certezas -  3"18' (Jorge Shy, Leoni)
11. O fim da estrada -  3"44' (Dulce Quental, Leoni)